# Noel León
Noel Jesús León Vázquez (Monterrei, 21 de dezembro de 2004), mais conhecido como Noel León, é um automobilista mexicano que atualmente compete no Campeonato de Fórmula 3 da FIA com a equipe Prema Racing. Ele é o campeão da NACAM F4 de 2019-20, da F4 US de 2021 e do Eurofórmula Open de 2023.

## Carreira

### Campeonato de Fórmula Regional Europeia
León deu seu primeiro passo nos monopostos europeus em 2022, competindo no Campeonato de Fórmula Regional Europeia com a equipe Arden Motorsport. Ele não marcaria pontos nas duas primeiras rodadas em Monza e Ímola, no entanto isso mudaria em Mônaco, onde conseguiu obter o décimo lugar na primeira corrida e o nono lugar na segunda, marcando seus primeiros pontos.

### Eurofórmula Open
Para a temporada de 2023, León mudou-se para a Eurofórmula Open, pilotando pela equipe Team Motopark.

### Fórmula 3
León participou dos testes de pós-temporada do Campeonato de Fórmula 3 da FIA de 2022 no final de setembro com a equipe Van Amersfoort Racing durante o primeiro dia. Nos testes de pós-temporada de 2023, ele se juntou novamente à Van Amersfoort Racing.
Em dezembro de 2023, a equipe neerlandesa anunciou que León seria sua primeira contratação para a temporada da Fórmula 3 de 2024.
León mudou para a Prema Racing para o campeonato da Fórmula 3 de 2025, em parceria com os juniores da McLaren Ugo Ugochukwu e Brando Badoer.

### Fórmula 1
Em 14 de janeiro de 2022, a Red Bull anunciou que León se juntaria à Red Bull Junior Team na forma de um piloto apoiado. Seu contrato durou apenas um ano e ele foi dispensado pela equipe no início de 2023.